# Tecumseh

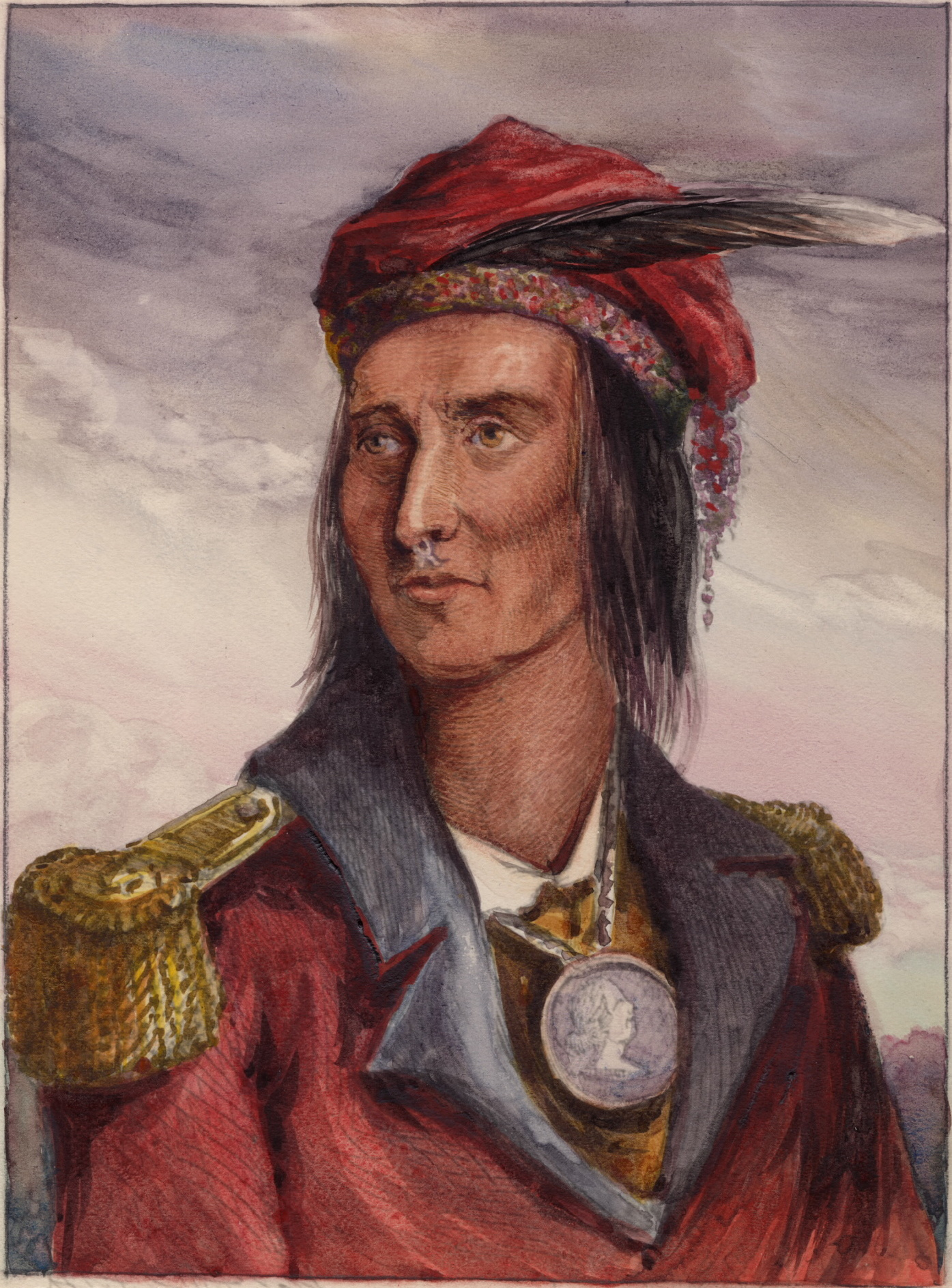
Idealisierendes Porträt Tecumsehs von etwa 1915, Aquarell über Platindruck auf der Grundlage eines Holzschnitts von Benson J. Lossing von etwa 1860

Tecumseh (eigentlich Tecumtha oder Tikamthi ‚Der sich duckende Berglöwe‘; * 1768 in Ohio; † 5. Oktober 1813 in Moraviantown, Ontario) war ein bekannter politischer und militärischer Führer der nordamerikanischen Indianer vom Stamm der Shawnee, der schon zu Lebzeiten ein sehr hohes Ansehen unter seinen Mitmenschen genoss und noch heute eine breite Rezeption erfährt. Sein ganzes Leben lang verfolgte er den Traum, eine große indianische Allianz zu bilden, die stark genug wäre, den weißen Siedlern die Stirn zu bieten und sie so zum Frieden zwingen zu können.

## Leben

### Name und Familie
Das exakte Geburtsdatum von Tecumseh ist unbekannt, vermutlich wurde er im Jahr 1768 in einem Dorf am Scioto-Fluss in Ohio geboren.
Der Name Tecumseh lässt sich sowohl mit „Der zum Sprung sich duckende Berglöwe“ als auch mit „Ich überquere den Weg“ übersetzen und ist ein Hinweis auf seine von seinem Vater Pukeshinwah geerbte Zugehörigkeit zum Panther-Clan der Shawnee. Pukeshinwah wurde 1774 in der Schlacht von Point Pleasant zwischen den Shawnee und der Virginia-Miliz getötet. Tecumsehs Mutter Methoataaskee, vielleicht eine Muskogee oder Cherokee, emigrierte fünf Jahre später nach Spanisch-Louisiana.

### Erziehung und erste kriegerische Erfahrungen
Tecumsehs Erziehung wurde nach dem Tod seines Vaters von seinem Bruder Cheeseekau (Chiksika) und dem fähigen Shawnee-Häuptling Black Fish übernommen, dem Tecumseh vermutlich seine außergewöhnlich humanen Überzeugungen verdankte. Großen Einfluss auf ihn hatte auch seine Schwester Tecumapease, eine ungewöhnliche Frau. Während des Amerikanischen Unabhängigkeitskrieges waren die Shawnee mit den Briten verbündet, Tecumsehs Dorf wurde mehrfach von amerikanischen Truppen angegriffen. Der Stamm musste nach Verbrennung seiner Häuser und der Ernten mehrfach fliehen und gründete neue Orte – immer weiter weg von den expandierenden Siedlungen der weißen Siedler.
In den 1790er Jahren kam es zu großen militärischen Auseinandersetzungen zwischen den europäischstämmigen Kolonisten und einer Föderation von Stämmen unter Führung der Miamis und ihres Häuptlings Me-She-Kin-No-Qua – Little Turtle. Die Indianer unter Führung von Little Turtle, Blue Jacket und des mit den Shawnee kämpfenden Weißen Simon Girty besiegten die Weißen in zwei Schlachten unter den Generälen Josiah Harmar (1790) und Arthur St. Clair.
Tecumseh nahm an diesen Kämpfen als junger Mann teil. In der Funktion eines Spähers berichtete er über Bewegungen der feindlichen Armeen, war aber bei St. Clairs Niederlage nicht persönlich beteiligt, jedenfalls wird darüber nichts berichtet.
Die fast vollständige Vernichtung der Armee General St. Clairs in der Schlacht am Wabash River 1791 war in der gesamten Geschichte der größte Sieg, den Indianer jemals über eine europäische oder amerikanische Armee errungen hatten. Der Schock darüber bei den Weißen saß tief, der Ruf nach Rache führte dazu, dass die Regierung der jungen USA schon bald eine neue Armee aufstellen ließ.

### Teilnahme Tecumsehs in der Schlacht von Fallen Timbers
In der Entscheidungsschlacht von Fallen Timbers, im August 1794, kämpfte Tecumseh als Führer einer kleinen Schar Shawnee, zu der auch sein jüngerer Bruder Lalawethika gehörte. Die indianische Koalition wurde von General Anthony Wayne (genannt „Mad Anthony“) vernichtend geschlagen, Rettung kam auch nicht von dem britischen Fort Miami, zu dem sich die Indianer Schutz suchend geflüchtet hatten. Die Briten ließen die mit ihnen verbündeten Indianer nicht herein. In der Konsequenz der Niederlage mussten die Indianer erneut große Gebiete Ohios und des Nordwestens aufgeben; der entsprechende Friedensvertrag sah weiteren Landgewinn für die nachrückenden weißen Siedler vor.
In den folgenden Jahren lebte Tecumseh als Anführer einer kleinen Schar von Indianern, die mehreren Stämmen angehörten, in der Nähe des heutigen Piqua in Ohio. Später wanderten er und seine Gruppe zum westlichen Arm des White River weiter.
1799 nahm er an einer Ratsversammlung in der Nähe des heutigen Urbana, Ohio, teil, um Konflikte zwischen Indianern und europäischstämmigen Amerikanern zu schlichten. Dort sprach er mit solcher Eloquenz und Eindringlichkeit, dass der Übersetzer Mühe hatte, ihm zu folgen; das weiße Publikum war fasziniert, und Zeugen seiner Rede beschrieben ihn als äußerst eindrucksvolle Persönlichkeit. Im Jahre 1803 wiederholte er sein Friedensversprechen in Chillicothe, Ohio, wo gerade ein weißer Siedler getötet worden war.

### Wirken als Prophet in Greenville
1805 ließ sich Tecumseh, auf Drängen seines jüngeren Bruders Lalawethika (später Tenskwatawa), in der Nähe von Greenville nieder. Dort führte Tenskwatawa als Prophet eine religiöse Erneuerungsbewegung an, die auf Distanz zu den US-Amerikanern ging. Diese Bewegung fand auch Anhänger außerhalb ihrer eigenen Siedlung. Die entscheidende Persönlichkeit im Hintergrund war allerdings stets Tecumseh, der sich seines eitlen jüngeren Bruders als „Prophet“ bediente, um den Geisterglauben seiner indianischen Brüder für Zwecke seiner Einigungsbemühungen zu nutzen.

### Vermittlung einer neuen Angehörigkeit
Ab 1807 gelang es Tecumseh, die religiöse Bewegung in eine politische umzuwandeln, in der er nun auch offen seine Führungsrolle einnahm. Kernpunkte der Bewegung waren indianisches – und eben nicht stammeszugehöriges – Gemeineigentum an Land und der Stopp der Landverkäufe an weiße Siedler durch einzelne Häuptlinge. Tecumseh versuchte, den indianischen Stämmen klarzumachen, dass sie in erster Linie Indianer und erst danach Angehörige eines bestimmten Stammes seien. Diese Sichtweise überforderte allerdings die meisten Häuptlinge.

### Tecumsehs Anwerbung für eine Konföderation
Die kommenden Jahre warb er in Ohio, Michigan, Indiana und Illinois bei den dort ansässigen Stämmen für seine Konföderation und ersuchte die Briten in Kanada um politische und logistische Unterstützung. Im August 1810 erklärte er sich gegenüber William Henry Harrison, dem Gouverneur des Indiana-Territoriums, als anerkannter Führer aller Indianer. Im kommenden Jahr besuchte er die Cherokee, Muskogee, Choctaw, Chickasaw und Seminolen im Südosten des Kontinents, hatte jedoch nur bei den Muskogee Erfolg. Insgesamt scheiterte sein Vorhaben an der Uneinigkeit der Stämme und ihrer Unfähigkeit einzusehen, dass nur ein gemeinsamer Kampf aller Indianer langfristig die Perspektive bot, den Landraub der weißen Siedler aufzuhalten und ein indianisches Territorium zu sichern.
Während Tecumsehs Reise zu den südlichen Stämmen griff die US-Armee unter dem Kommando des späteren Präsidenten William Henry Harrison in der Schlacht bei Tippecanoe die unter der Führung des strategisch unfähigen Tenskwatawa stehende Stadt der Allianz an, was zu deren kompletter Zerstörung führte.

### Tecumseh im Britisch-Amerikanischen Krieg
Im Britisch-Amerikanischen Krieg von 1812 kämpften Tecumseh und seine indianische Allianz, u. a. mit den Häuptlingen  Roundhead (Stiata), Main Poc, Walk in the Water und Naiwash auf britischer Seite. Die beachtlichen Anfangserfolge der britisch-indianischen Zusammenarbeit unter General Brock und Tecumseh (Einnahme von Fort Mackinac und Detroit und anderer befestigter Plätze) sowie die Niederlage der Amerikaner bei Frenchtown im Januar 1813 verhinderten sehr wahrscheinlich die Eroberung Kanadas durch US-amerikanische Truppen und damit eine andere historische Entwicklung mit noch weiter gehender Ausbreitung der Vereinigten Staaten.
Nach dem Tod von Major General Sir Isaac Brock in der Schlacht von Queenston Heights am 13. Oktober 1812 wurde dieser fähige Soldat, der den vollen Respekt Tecumsehs hatte, durch Major General Henry Procter ersetzt. Procter fehlten allerdings persönlicher Mut und Erfahrung auf dem Schlachtfeld, er agierte zögerlich, unentschlossen und hörte nicht auf den Rat des strategisch brillanten Tecumseh. Nach dem Krieg wurden Procter in seiner englischen Heimat Unfähigkeit und Feigheit bescheinigt.

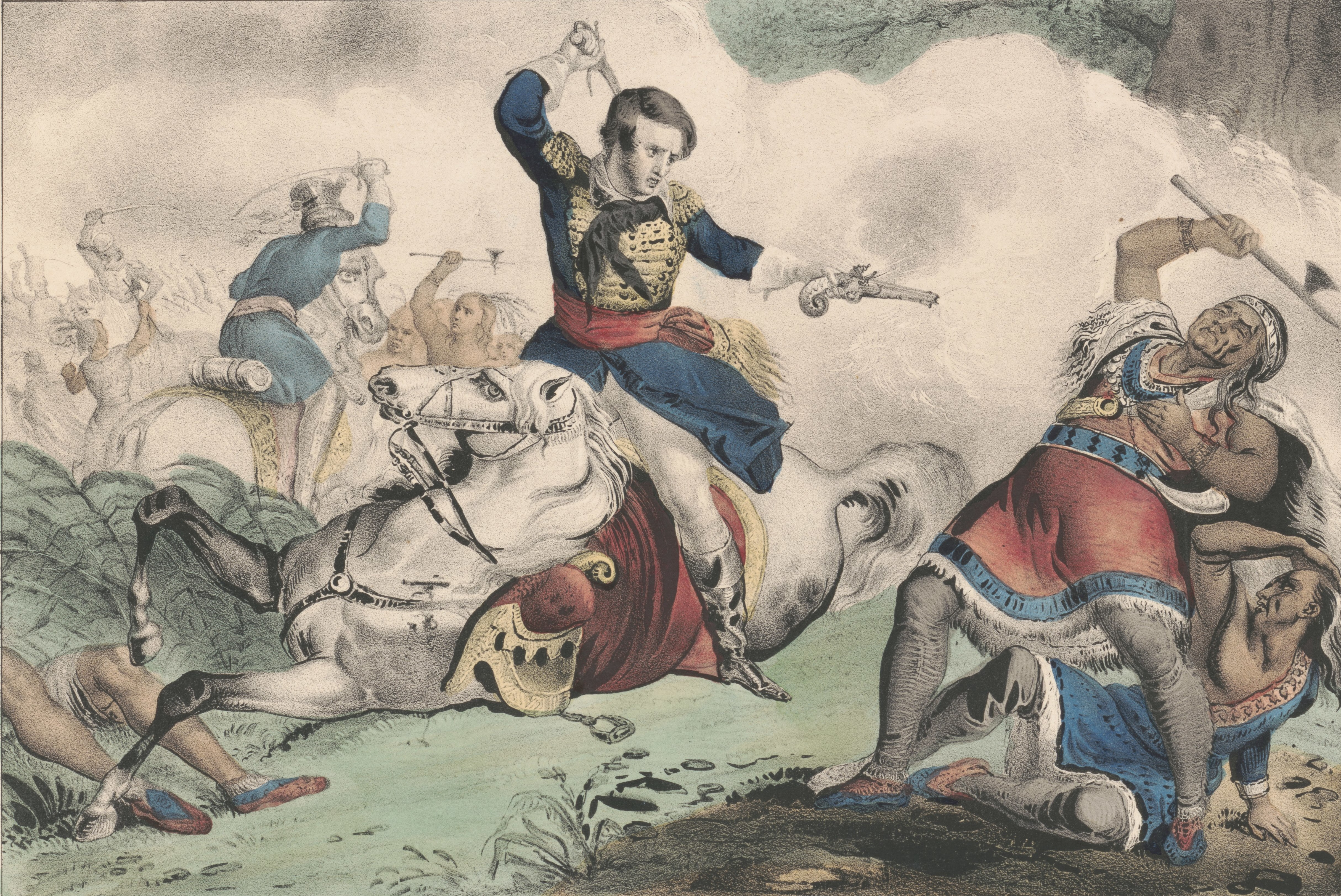
Zeitgenössische Darstellung, wie Tecumseh im Kampf erschossen wurde

Bei der Belagerung von Fort Meigs trafen Tecumseh und William Henry Harrison direkt aufeinander. Starke Entsatztruppen für Fort Meigs unter Colonel Dudley wurden fast völlig aufgerieben und 600 Männer getötet oder gefangen genommen. Hier kam es auch zu einer Auseinandersetzung zwischen Tecumseh und Procter, der die Abschlachtung wehrloser Gefangener durch Indianer nicht verhinderte. Tecumseh unterband bei seinem Eintreffen kraft seiner Autorität den Fortgang des Massakers. Es ergab sich folgender Dialog mit Procter, der seine Untätigkeit mit den Worten entschuldigte: „Deine Krieger lassen sich ja nicht befehlen.“ Darauf Tecumseh: „Geh! Du bist nicht fähig, Männern zu befehlen! Geh und zieh Weiberröcke an.“ („Begone, you are not fit to command men! Go and put on petticoats.“)

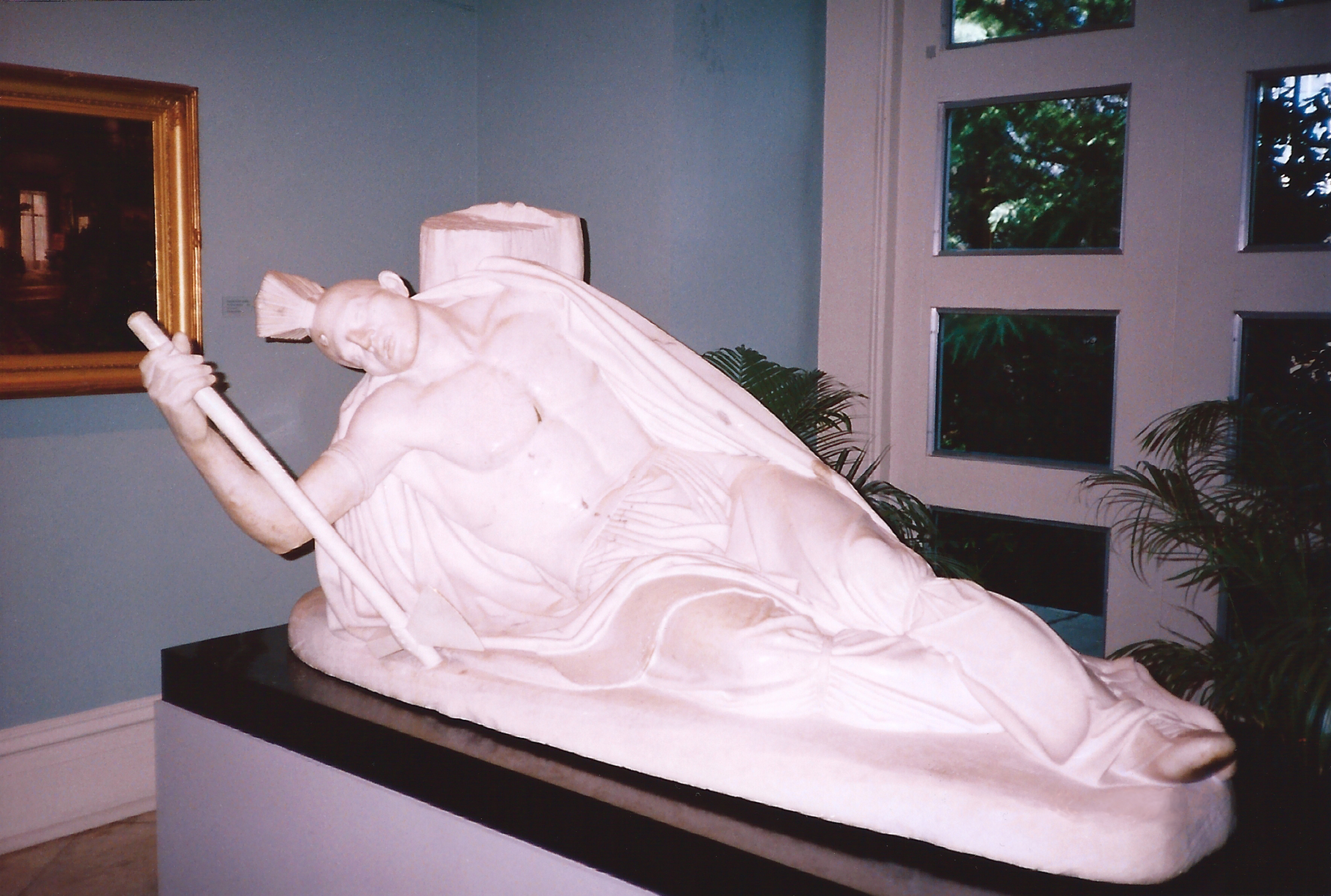
Dying Tecumseh, Skulptur von Ferdinand Pettrich; Marmor, 1856. Beschreibung: „Großer Häuptling der Westindianer. Gefallen in der Schlacht am Themse 1813“

Trotz dieses Erfolges konnte Fort Meigs nicht eingenommen werden, die Festung trotzte auch einem anhaltenden Bombardement. Harrison leitete die Verteidigung umsichtig. Nach Barclays Niederlage gegen Perry in der Seeschlacht auf dem Eriesee war der Nachschubweg der britisch-indianischen Koalition zerstört. Die Koalition musste Detroit und andere eroberte Plätze sowie eigene Festungen wie Ford Malden und Amherstburg aufgeben. Trotz Vorhaltungen von Tecumseh wich Procter immer wieder einer Schlacht mit den Amerikanern unter Harrison aus. Unfähig wie er war, verschleuderte er das Potential der britischen Armee. Ständige kleine Verluste an Männern und Artillerie schwächten die zunehmend demoralisierte Truppe nachhaltig.
Erst ein Ultimatum von Tecumseh, verbunden mit der Drohung, zu Harrison überzulaufen, brachte Procter dazu, sich in der Schlacht am Thames River zu stellen. Die Amerikaner entschieden die Schlacht mit einer einzigen furiosen Kavallerieattacke. Nach Abfeuern einer einzigen Salve löste sich die schlecht aufgestellte britische Linie in wilder Flucht auf, General Procter als Erster und vorneweg; nicht einmal die einzige britische Kanone wurde abgefeuert. Die Briten hatten zu diesem Zeitpunkt nach unterschiedlichen Berichten 12 bis 18 Tote und 22 bis 36 Verwundete zu beklagen. Tecumsehs indianische Allianz kämpfte noch etwa eine Stunde weiter, bis die Nachricht vom Tode Tecumsehs zur Einstellung der Kampfhandlungen auf indianischer Seite führte; er war im Kampf erschossen worden.
Damit war die letzte Chance der indianischen Völker zerschlagen, einen Rest eigenen Territoriums in Amerika zu behalten.
Ab 1813 konnte der Widerstand der Indianer die Eroberung des Landes und ihre Vertreibung bzw. Vernichtung nur noch verzögern.

## Künstlerische Verarbeitung
Der deutsche Schriftsteller Erhard Wittek schrieb unter dem Pseudonym Fritz Steuben in den Jahren von 1930 bis 1939 einen Romanzyklus mit dem Titel und gleichnamigen Haupthelden Tecumseh. Aus dem Jahre 1956 stammt der Roman Tecumseh. Vision of Glory (Titel der deutschen Ausgabe: Tecumseh. Roten Mannes Ruhm und Erbe) des US-Amerikaners Glenn Tucker.
Die DEFA drehte einen Indianerfilm mit dem Titel Tecumseh, der 1972 in die Kinos der DDR kam.
Der deutsche Künstler Klaus Dill malte einen 12-teiligen Tecumseh-Zyklus, der 1999 in einer Ausstellung der Landesbildstelle Baden-Württemberg in Stuttgart gezeigt wurde.

## Trivia
Der zweite Vorname des US-Generals William Tecumseh Sherman wurde ihm bei seiner Geburt aufgrund der großen Verehrung seines Vaters für den Indianerführer gegeben.
Nachdem der 1840 zum Präsidenten der Vereinigten Staaten gewählte William Henry Harrison bereits nach einem Monat im Amt gestorben war, starben bis hin zu John F. Kennedy zufällig sämtliche Präsidenten, die in einem auf Null endenden Jahr zum Präsidenten gewählt oder wiedergewählt wurden, im Amt oder wurden ermordet. Diese Serie wurde Tecumsehs Fluch (Tecumseh's Curse oder Curse of Tippecanoe) genannt: Auf Harrison folgten Abraham Lincoln (Wahlsieger 1860), James A. Garfield (1880), William McKinley (1900), Warren G. Harding (1920), Franklin D. Roosevelt (1940) sowie John F. Kennedy (1960). Erst der 1980 gewählte (15 Jahre nach Ende seiner Amtszeit im Jahr 2004 verstorbene) Ronald Reagan setzte dieser Serie ein Ende. Er überlebte 1981 ein Attentat.
Am 29. April 2024 wurde ein Asteroid nach ihm benannt: (47069) Tecumseh.